# Красные партизаны
Красные партизаны — советский художественный фильм, снятый в 1924 году режиссёром Вячеславом Висковским.

## Сюжет
В оккупированной белогвардейцами Сибири по приказу адмирала Колчака происходят обыски и массовые аресты большевиков. Избежавшему арест рабочему-большевику Токареву подпольный комитет партии поручает организацию в тайге партизанского отряда. Тем временем, белогвардейцы занимают одну из сёл — Зубаревку. В селе начинаются насилия и грабежи. Крестьянин Степан Долгов, защищая свою жену от офицера, убивает его и уходит в тайгу. Здесь он встречает Токарева. В дальнейшем к ним присоединяется группа крестьян, бежавших от колчаковцев. Токарев и Долгов образуют из них партизанскую группу. Вскоре становится известно, что в Зубаревке колчаковцы объявили о начале всеобщей мобилизации, но крестьяне отказались идти в белую армию. Токарев отправляется в Зубаревку и приводит всё мужское население в партизанский отряд. Стекаются к партизанам и крестьяне из других сёл. Отряд Токарева и Долгова не даёт покоя белогвардейцам, и Колчак бросает большие силы на борьбу с партизанами. После ожесточённого боя с белыми, обладавшими огромным количеством техники, отряд вынужден отступить. Однако ликвидировать партизанское движение Колчаку не удаётся. Откатываясь на восток под натиском частей Красной Армии, начавшей наступление по всей линии фронта, белые наталкиваются на всё растущую активность партизан. В результате общими силами армии и партизан белогвардейские войска адмирала Колчака разгромлены.

## В ролях
- Михаил Ломакин — Токарев, рабочий
- Николай Симонов — Долгов, крестьянин
- Е. Рудина — Катя, работница
- Вера Владимирова — Дуня, жена Долгова
- Ибрагимов — Колчак
- Фридрих Эрмлер — политрук
- Валерий Соловцов — рабочий
- Мили Таут-Корсо
- Сергей Васильев — офицер
- Елена Волынцева — женщина на крестном ходе
- Борис Ватсон — адъютант Колчака
- Иван Неволин — матрос
- Александр Ненюков — партизан
- Урсула Круг — крестьянка-мать
- Яков Гудкин
- Константин Миклашевский — директор завода
- Раиса Мамонтова — жена Колчака
- П. Шидловский — начальник карательного отряда